# Eunice Olsen
Eunice Olsen (Singapur, 24 de octubre de 1977) es una modelo, actriz, política, empresaria, politóloga y miss singapurense.
En 2000 fue nominada al parlamento y ganadora del concurso Miss Universo Singapur en 2000.

## Biografía
Hija única de Alice Yap y Francis Olsen, habla inglés y mandarín. Sus padres la inscribieron en la escuela de música Yamaha cuando tenía tres años. Asistió a la Escuela Primaria Woodlands de Singapur, a la Escuela Secundaria St. Margaret y al Colegio Junior Anglo Chino. Olsen se graduó con una Licenciatura en Ciencias Políticas y Filosofía en la Universidad Nacional de Singapur.
Olsen es una defensora de los derechos de las mujeres. Escribió su propio libro para inspirar a otras mujeres.

## Política
En noviembre de 2004, fue Miembro Nominado del Parlamento de Singapur (NMP). Su función principal como NMP era resaltar cuestiones relacionadas con la juventud y el voluntariado. Durante su mandato abordó temas como el acceso de los discapacitados al transporte público y pidió medidas más estrictas para abordar los problemas sociales del juego compulsivo, incluyendo imponer un límite de pérdidas para los clientes del casino y exigir al operador del casino que proporcione servicios de asesoramiento sobre juego responsable.
Defendió la inclusión de las personas con discapacidad y pidió subtítulos en el programa de noticias en inglés del Canal 5. Cumplió dos mandatos y siguió siendo miembro del NMP hasta 2009. No postuló para un tercer mandato.

## Libro
- 2018, Soy una chica. ¡Mira lo que puedo ser! (ISBN 9789811175244)

## Filmografía
- 2008,	Sing to the Dawn
- 2010,	Hunting Tales como Grace
- 2011,	Red Numbers
- 2012,	Ghost on Air como Pauline
- 2013, 3.50
- 2016,	The Last Night Inn	como Miriam